# Powiat Paradiso
Paradiso (wł. Circolo di Paradiso) – powiat w Szwajcarii, w kantonie Ticino, w okręgu Lugano. Siedziba administracyjna powiatu znajduje się w miejscowości Paradiso. 
Powiat składa się z sześciu gmin (comune) o powierzchni 14,06 km² i o liczbie mieszkańców 12 838.

## Gminy
| Nazwa gminy   | Liczba mieszkańców 31 grudnia 2021 | Powierzchnia km² |
| ------------- | ---------------------------------- | ---------------- |
| Collina d’Oro | 4 735                              | 6,14             |
| Grancia       | 479                                | 0,61             |
| Melide        | 1 822                              | 1,66             |
| Morcote       | 716                                | 2,79             |
| Paradiso      | 4 522                              | 0,89             |
| Vico Morcote  | 418                                | 1,79             |

## Zmiany administracyjne
- 4 kwietnia 2004
  - utworzenie gminy Collina d’Oro z gmin Agra, Gentilino i Montagnola
- 1 kwietnia 2012
  - przyłączenie gminy Carabietta do gminy Collina d’Oro